# بطاريق عملاقة مكتنزة
البطاريق العملاقة المُكتنزة (الاسم العلمي: Pachydyptes) هو جنسٌ منقرضٌ من البطاريق العملاقة. يتضمن نوعًا وحيدًا هو البطاريق العملاقة النيوزيلندية (الاسم العلمي: Pachydyptes ponderosus). اكُتشف هذا الجنس عبر عظامٍ قليلة من صخور العصر الإيوسيني المتأخر (37 إلى 34 م.س) في منطقة أوتاغو.
يبلغ طوله حوالي 140 إلى 160 سم (حوالي 5 أقدام)، ويزنُ قُرابة 80-100 كغم، لذلك قد يكون ثاني أطول بطريق على الإطلاق، حيث تسبقه بالطول البطاريق العملاقة بشرية الحجم، ولكن لا تسبقه في الوزن. تُعد البطاريق العملاقة المُكتنزة أكبر قليلًا من البطاريق العملاقة الإيكائية الغطاسة.